# Baryphyma proclive
Baryphyma proclive är en spindelart som först beskrevs av Simon 1884.  Baryphyma proclive ingår i släktet Baryphyma och familjen täckvävarspindlar.
Artens utbredningsområde är Italien. Inga underarter finns listade.